# Кусцинский, Михаил Францевич
Михаил Францевич Кусцинский (16 сентября 1829, Завидичи — 1905) — белорусский и российский археолог, историк, краевед. Член Московского археологического общества (1867, с 1876 — член-корреспондент). Действительный член Витебского губернского статистического комитета.

## Биография
Первоначальное образование Михаил Францевич Кусцинский получил в Виленском дворянском институте, в дальнейшем продолжив своё обучение на юридическом факультете Санкт-Петербургского университета. По завершении учёбы, на протяжении всей своей жизни, занимался археологическими исследованиями в Витебской и Смоленской губерниях. Через своего сокурсника по учёбе графа А. С. Уварова, активно сотрудничал с многими известными археологами Москвы и Санкт-Петербурга.
Создал археологическую карту Витебской губернии, таблицу курганов и городищ по каждому её повету. Первым в Белоруссии стал фиксировать на фотографиях этапы археологических раскопок, создавать фототеку древностей Ветебской и соседних губерний. Был первым исследователем Гнёздовских курганов (1874 год). Занимался изучением Борисовых камней. Для хранения и изучения собранных им древностей создал в родных Завидичах археологический музей, вызывавший большой интерес у современных ему археологов.

## Работы

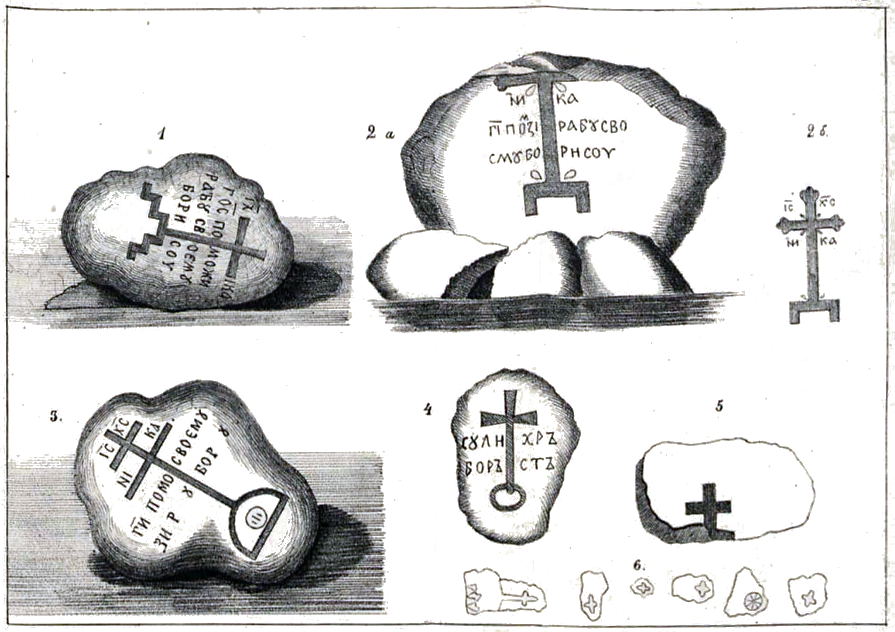
Рисунки Двинских камней, представленные М. Ф. Кусцинским на первом археологическом съезде в Москве в 1869 году.

Некоторые известные труды М. Ф. Кусцинского:
- Опыт археологических исследований в Лепельском у. // Витебские губернские ведомости. — Витебск, 1865. — № 20.
- Лепельские древности // Виленский Вестник. — 1866. — № 181.
- Труды первого археологического съезда в Москве, 1869. — М., 1871. — Т. 1.
- Доклад о раскопках курганов Черцов б. Лепельского пов. // Труды первого археологического съезда в Москве, 1869. — М., 1871. — Т. 1.
- Надгробный камень над павшими в сражении в 1568 г., найденный в Лепельском уезде Витебской губернии. // Древности. Труды Московского археологического общества. — М., 1874. — Т. IV.
- О раскопках в Гнёздово, Поречском и Духовщинском поветах Смоленской губернии // Древности: труды Московского археологического общества. — М., 1875. — Т. 6, вып.1.
- Из заметок о курганах Лепельского уезда // Полоцкие Епархиальные ведомости. — Витебск, 1903. — № 7. — С. 232.